# Хајберски кланац
Хајберски кланац је планински пролаз у провинцији Хајбер-Пахтунква у Пакистану, на граници са Авганистаном (провинција Нангархар). Он повезује град Ланди Котал са долином Пешавар у Џамруду пролазећи кроз део планина Спин Гхар. Саставни део древног Пута свиле, дуго је имао значај културног, економског и геополитичког значаја за евроазијску трговину. Кроз историју, то је био важан трговински пут између централне Азије и Индијског потконтинента и виталне стратешке војне тачке гушења за разне државе које су дошле да га контролишу. Врх пролаза је 5 km (3,1 mi) унутар Пакистана код Ланди Котала, док је најнижа тачка 46 km (29 mi) код Џамруда у долини Пешавар. Кибер пролаз је део Азијског ауто-пута 1 (AH1). 
Становници тог подручја су претежно из племена Африди и Шинвари из Паштуна.